# بروس ستيوارت (لاعب دوري الرغبي)
بروس ستيوارت (بالإنجليزية: Bruce Stewart)‏ هو لاعب دوري الرغبي أسترالي، ولد في 1941، وتوفي في 2 أبريل 2012.